# José de Armas
José de Armas (* 25. März 1981 in Florida) ist ein ehemaliger venezolanischer Tennisspieler.

## Karriere
José de Armas feierte lediglich auf der zweitklassigen Challenger Tour einen Titelerfolg. So gewann er im Doppel einen Titel, als er im Jahr 2000 mit seinem Landsmann Jimy Szymanski das Finale in San Luis Potosí für sich entscheiden konnte. Bei Grand-Slam-Turnieren konnte er sich nie für die Hauptrunde qualifizieren. Seine höchste Einzelplatzierung in der Weltrangliste erreichte er am 19. Mai 2003 mit Position 236. Im Doppel erreichte er Rang 231 im August 2000. Damit konnte er seine Erfolge bei den Junioren nicht bestätigen. In den Jahren 1997 und 1998 gewann er die Junioren-Doppelkonkurrenzen der French Open. 1997 gewann er an der Seite von Luis Horna, im Jahr darauf war Fernando González sein Partner.
Bei den Panamerikanischen Spielen 2003 in Santo Domingo gewann er im Einzel die Bronzemedaille. Im Halbfinale hatte er gegen Fernando Meligeni mit 4:6, 2:6 verloren.
Im Jahr 2000 nahm er an den Olympischen Sommerspielen in Sydney teil, wo er in der Doppelkonkurrenz antrat. Gemeinsam mit Jimy Szymanski besiegte er in der Auftaktrunde die Kroaten Mario Ančić und Goran Ivanišević in zwei Sätzen. Im Achtelfinale unterlagen sie jedoch den späteren Goldmedaillengewinnern Sébastien Lareau und Daniel Nestor aus Kanada glatt in zwei Sätzen.
José de Armas bestritt zwischen 1997 und 2010 insgesamt 26 Begegnungen für die venezolanische Davis-Cup-Mannschaft. Während seine Einzelbilanz mit 19:17 Siegen positiv ist, konnte er seine Doppelbilanz mit 12:12 Siegen ausgeglichen gestalten.